# بريستول بيافايتر
بريستول فئة بريستول بيافايتر 156 (غالبا ما يشار إليها ببساطة باسم «بيو») هي طائرات متعددة المهام طورت خلال الحرب العالمية الثانية بواسطة شركة طائرات بريستول في المملكة المتحدة. وقد صممت في الأصل على أنها مقاتلة ثقيلة البديل من قاذفة بريستول بوفورت كانت بيافايتر طائرة متعددة الاستعمال تستخدم في الخدمة في البداية باعتبارها مقاتلة ليلية، وفيما بعد عدت أساسا في الهجوم البحري وطائرة تقوم بأدوار الهجوم البري. تم استبدالها في وقت سابق بوفورت باعتبارها قاذفة طوربيد.
البدائل التي بنيت في أستراليا من قيل قسم إنتاج الطائرات (DAP) ويشار إليها أحيانا باسم DAP بيافايتر.

## التصميم والتطوير

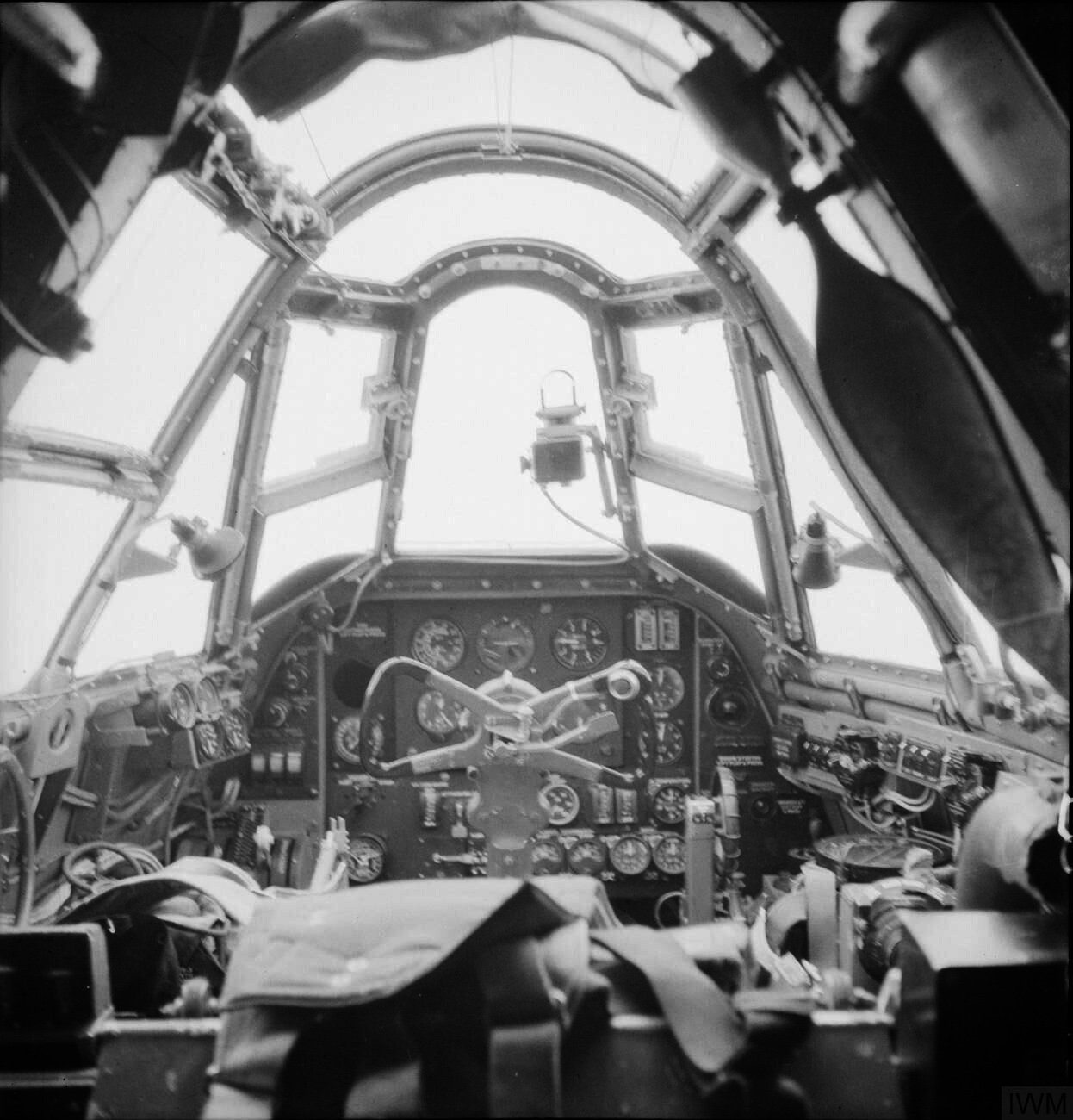
قمرة القيادة من بيافورت F Mk I

واقترح فكرة تطوير مقاتلة من بيافورت إلى وزارة للطيران من بريستول. وتزامن هذا الاقتراح مع التأخير في تطوير وإنتاج مقاتلة ويستلاند ويرلوند ذات المحركين-ومسلحة بمدفع. بعث بريستول بمقترحات حول إصدار مقاتلة بأربعة مدافع ثابتة وبرج قتال مع زوج من المدافع. وكان الاقتراح الأخير قد تمت الموافقة عليه في السابق من قبل مساعد رئيس الطاقم الجوى. كما كان مفجر الطوربيد وطائرات «الاستطلاع العام» بيافورت ذات أداء معتدل ولكن للحصول على أداء طائرة مقاتلة اقترحت بريستول محركات هرقل الخاصة الجديدة بدلا من محركات بريستول الثور بيافورت (وهي محركات أخرى من بريستول).
وبما أن «مقاتلة مدفع بوفورت» كانت تحولا من تصميم قائم فإن التطوير والإنتاج كان من المتوقع أن يتم بدايتهما بشكل أكثر سرعة أكثر من تصميم جديد تماما. وبناء على ذلك، أصدرت وزارة طيران الحرب مشروع مواصفات F.11 / 37.
ماكتب حول اقتراح طائرة بريستول «المؤقتة» بانتظار مقدمة مناسبة لورلوند. بريستول شرعت في بناء نموذج أولي من خلال اتخاذ بيافورت مبنية جزئيا من خط الإنتاج. يسهم هذا التحويل لتسريع عملية بريستول التي وعد بسلسلة إنتاج في أوائل 1940 على أساس أمر وضع في فبراير 1939 وأمرت الوزارة بإنتاج نموذجين أوليين من الخط واثنين بنيا من الصفر. على الرغم من أنه كان من المتوقع أن الحد الأقصى لإعادة استخدام مكونات بوفورت سوف تسرع هذه العملية، وجسم الطائرة كان في حاجة إلى مزيد من العمل مما كان متوقعا، وكان لا بد من إعادة تصميمها بالكامل. على هذا النحو، طار النموذج الأول للمرة الأولى في 17 تموز 1939، بعد أكثر قليلا من ثمانية أشهر من وضع التصميم، وربما يعود ذلك إلى استخدام الكثير من تصميم بيافورت وقطع الغيار. عقود لإنتاج 300 طائرة مازالت تصامبمها «قبالة لوحة الرسم» بالفعل قد وضعت قبل أسبوعين من طيران النموذج F.17 / 39 .

## روابط خارجية
- Austin & Longbridge Aircraft Production
- A picture of a Merlin-engined Beaufighter II
- Bristol Beaufighter further information and pictures
- Beaufighter Squadrons
- "Torpedo Beaufighter" a 1943 Flight article
- "Whispering Death" a 1945 Flight article on Beaufighters in Burma
- "The Bismark Convoy Smashed !" Australian 1943 propaganda film about the destruction of a Japanese invasion convoy in the Bismark Sea filmed from a Beaufighter.
- Pilot's Notes